# 방출호르몬
방출호르몬(RH,Releasing hormones) 또는 '호르몬 방출 및 호르몬 억제'(Releasing hormones and inhibiting hormones)는 특정 호르몬의 방출을 자극하거나 억제하여 다른 호르몬의 방출을 제어하는 것이 주 목적인 호르몬 또는 그 메커니증인 생화학 기제이다. 리베린(liberins /ˈlɪbərɪnz/) 및 스타틴(statins / stætɪnz /)은 각각  방출 인자 및 억제 인자라고도한다. 그 예로는 여러 관점에서 분류 할 수 있는 시상 하부-뇌하수체 호르몬(Hypothalamic–pituitary hormones)이 있다. 시상하부 호르몬(시상하부에서 시작됨)이고, 생리작용조절호르몬(목표로 다른 내분비선,뇌하수체에 영향을 미침)이다.

## 시상하부-뇌하수체-갑상선 축
예를 들어, 갑상선자극호르몬 방출호르몬(TRH,thyrotropin-releasing hormone)은 뇌하수체에서 낮은 수준의 갑상선 자극 호르몬(TSH,thyroid-stimulating hormone) 분비에 반응하여 시상 하부에서 방출된다. TSH는 차례로 갑상선 호르몬 T4(티록신,thyroxine)와 T3(삼요드티로닌,triiodothyronine)에 의해 피드백 제어를 받는다. TSH 수치가 너무 높으면 뇌에 피드백하여 TRH 분비를 차단하는 메커니즘을 유지한다. 합성 TRH는 또한 의료적 조건 또는 임상적 현장에서 뇌하수체에서 TSH와 프로락틴(prolactin, PRL)의 방출을 자극해야하는 TSH 예비 검사로 사용될수있다. 이러한 메커니즘은 시상하부 뇌하수체 갑상선 축(hypothalamic–pituitary–thyroid axis ,HPT axis)을 구성한다.

## 축과 방출호르몬
| 축                                                                            | 방출 호르몬                                                          | 비고 |
| ----------------------------------------------------------------------------- | -------------------------------------------------------------------- | ---- |
| 시상하부 뇌하수체 부신 축(hypothalamic–pituitary–adrenal axis ,HPA Axis)      | 부신피질자극호르몬 방출호르몬(Corticotrophin releasing hormone, CRH) | 예시 |
| 시상하부 뇌하수체 생식선 축(hypothalamic–pituitary–gonadal axis ,HPG axis)    | 생식샘자극호르몬 분비호르몬(Gonadotropin-releasing hormone ,GnRH)    | 예시 |
| 시상하부 뇌하수체 생장 축(hypothalamic–pituitary–somatotropic axis ,HPS axis) | 성장자극호르몬 방출호르몬(Growth hormone–releasing hormone (GHRH)    | 예시 |
| 시상하부 뇌하수체 갑상선 축(hypothalamic–pituitary–thyroid axis ,HPT axis)    | 갑상샘자극호르몬 방출호르몬(TRH,Thyrotropin-Releasing Hormone)       | 예시 |

## 같이 보기
- 글루코코르티코이드